# Piper putumayoense
Piper putumayoense är en pepparväxtart som beskrevs av Trel. & Yunck.. Piper putumayoense ingår i släktet Piper och familjen pepparväxter. Inga underarter finns listade i Catalogue of Life.